# 台湾における携帯電話
台湾における携帯電話（たいわんにおけるけいたいでんわ）について解説する。

## 歴史
台湾において通信事業は国営事業とされ、長らく国家の独占を受けていた。
しかし1980年代末から1990年代にかけて徐々に通信事業の自由化が進み、2000年代に入ると、一部企業に外資規制があるものの、台湾の通信事業はほぼ自由化された。
携帯電話の契約回線数は、2010年12月現在で、2Gが818万、3Gが1,873万、合計2,692万回線に達し、2,316万人の人口に対して116％の普及率となっている。
国家通訊伝播委員会の決定により、2017年6月をもって2Gサービスが終了。3Gサービスも、2018年12月31日をもって終了（ただし、4Gの音声通話技術であるVoLTE対応端末の完全普及までは、3G波の送出自体は継続される）。2024年6月30日、大手3キャリアは同日をもって3G波を完全停波。以降、VoLTE対応端末、4G以上のSIMカードが必須となる。

## 携帯電話サービス事業者
- 中華電信（Chunghwa Telecom）[2]

第2世代（GSM）、第3世代（W-CDMA）、第3.9世代（LTE）携帯電話。台湾最大の通信サービス企業。
- 台湾大哥大（台灣大哥大、Taiwan Mobile）[3]

第2世代（GSM）、第3世代（W-CDMA）、第3.9世代（LTE）携帯電話。台湾第二の通信サービス企業。
- 遠伝電信（遠傳電信、Far EasTone）[4]

第2世代（GSM）、第3世代（W-CDMA）、第3.9世代（LTE）携帯電話。かつてNTTドコモが出資していた。